# Rottaler
Le Rottaler est une race de chevaux de type demi-sang élevée principalement jusqu'au milieu du XXe siècle dans l'arrondissement de Rottal-Inn, en Basse-Bavière.

## Histoire
Le Rottaler est l'une des plus vieilles races allemandes. Il viendrait du mélange de chevaux de chasse hongrois avec des chevaux arabes et d'autres croisements, au Xe siècle.
Depuis 1866, il est influencé par l'Oldenbourg. La première mention du Rottaler en tant que race chevaline date de 1872, pour désigner les chevaux élevés dans la vallée de la Rott, où se trouvaient des élevages de chevaux de différents types.
La réactivité privilégiée par l'élevage l'a amené à un usage militaire, où ce puissant cheval polyvalent est souvent utilisé pour l'artillerie et pour la cavalerie légère. Il sert aussi à l'agriculture locale qui dispose des juments et fait de l'élevage pour ses propres besoins.
À la fin du XXe siècle, l'élevage du Rottaler se fait essentiellement avec le Bavarois. En 1994, il ne reste que 14 Rottaler recensés en Allemagne.
En 2000, le Rottaler est déclaré, par la Société allemande pour la conservation des races de bétail anciennes en voie de disparition, « race vulnérable de l'année. » En 2005, il est considéré comme en voie de disparition, et comme l'une des races chevalines les plus rares en Europe. Les éleveurs amateurs tentent de maintenir la race du Rottaler, particulièrement en Bavière, avec le soutien financier du Land.

## Description
D'après la base de données DAD-IS, les femelles toisent en moyenne 1,60 m, pour 1,65 m chez les mâles. Le poids médian est de 650 kg.
Le Rottaler est un demi-sang à l'ossature profonde, large et forte.
La robe est généralement baie, avec peu de marques blanches. Le noir ou, plus rarement, l'alezan, sont possibles.
L'élevage privilégie un caractère équilibré, de bonne humeur.
La sélection de la race est assurée par la Deutsche Reiterliche Vereinigung e.V..

## Utilisations
Le Rottaler est un cheval polyvalent, utilisé notamment à l'attelage et pour différents sports équestres, notamment la voltige. Il sert aussi à l'équithérapie.

## Diffusion de l'élevage
Le Rottaler est classé sur DAD-IS comme race locale native de l'Allemagne, indigène à la vallée de Rott en Bavière. Il est considéré comme rare, et en danger d'extinction. L'étude menée par Rupak Khadka de l'université d'Uppsala, publiée en août 2010 pour la FAO, le signale le comme une race locale européenne en danger critique d'extinction. En 2016, 27 chevaux Rottaler sont recensés, dont 25 juments et 2 étalons.
Le Rottaler est éligible aux aides financières accordées en Allemagne pour la préservation des races menacées (2015).